# Рубидийтетраиндий
Рубидийтетраиндий — бинарное неорганическое соединение, интерметаллид рубидия и индия с формулой In4Rb, кристаллы.

## Получение
- Сплавление стехиометрических количеств чистых веществ:

{\displaystyle {\mathsf {Rb+4In\ {\xrightarrow {452^{o}C}}\ RbIn_{4}}}}

## Физические свойства
Рубидийтетраиндий образует кристаллы
тетрагональной сингонии,
пространственная группа I 4/mmm,
параметры ячейки a = 0,4914 нм, c = 1,282 нм, 
структура типа барийтетраалюминия Al4Ba
.
Соединение образуется по перитектической реакции при температуре 452 °C .